# José Árbol y Bonilla
José Árbol y Bonilla (ngày 5 tháng 2 năm 1853 – 1920) là nhà thiên văn học, kỹ sư và nhiếp ảnh gia thiên văn người México.
Nhiều người biết đến tên tuổi của ông từ vụ quan sát Bonilla năm 1883 mà ông quan sát và chụp ảnh hàng trăm vật thể đi qua phía trước Mặt Trời thông qua kính viễn vọng. Danh tính của các vật thể mà ông quan sát vẫn chưa ai biết rõ cho đến năm 2011 thì mới được xác định là những mảnh vỡ của sao chổi.
Những bức ảnh mà Bonilla chụp được chính là một số ví dụ sớm nhất về chụp ảnh vật thể bay không xác định.

## Thân thế
José Árbol y Bonilla sinh ngày 5 tháng 2 năm 1853 tại Ciudad de Zacatecas, Zacatecas, México. Cha ông tên là Francisco Árbol y Bonilla và mẹ là María de Jesús Carrillo.
Ông học kỹ thuật địa hình ở Zacatecas trước khi được thống đốc Zacatecas Gabriel García cấp học bổng vào học trường Escuela de Minas ở Thành phố México năm 1873. Ông học kỹ thuật dân dụng tại Escuela de Minas và hoàn thành khóa học ba năm trong một năm. Nhờ thành tích này mà ông đã được Tổng thống Sebastián Lerdo de Tejada trao giải thưởng Premio al Mérito (Giải thưởng Công trạng) vào năm 1875.

## Sự nghiệp
Sau khi tốt nghiệp năm 1874, Bonilla bèn quay trở lại Zacatecas và nhận lời mời làm giáo viên tại Học viện Văn học García, nơi mà ông cũng bắt đầu nghiên cứu khoa học và công nghệ. Năm 1879, ông chuyển sang Paris nhằm nghiên cứu thuật chụp ảnh thiên thể tại Đài quan sát Thiên văn Paris, đồng thời còn là thành viên Hội Khoa học Flammarion ở Paris.
Ngày 6 tháng 12 năm 1882, Đài thiên văn ở bang Zacatecas được khai trương tại Ciudad de Zacatecas do Bonilla làm giám đốc. Đây là đài quan sát thiên văn lớn đầu tiên ở México được mở bên ngoài Thành phố México. Đó là khi ông vào làm giám đốc đài quan sát Zacatecas khi đang thực hiện vụ quan sát Bonilla nổi tiếng của mình vào năm 1883.
Bonilla giữ chức giám đốc đài thiên văn Zacatecas cho đến năm 1911 thì đổi sang làm giám đốc Trường Nghệ thuật và Thủ công Quốc gia ở Thành phố México.

## Vụ quan sát Bonilla

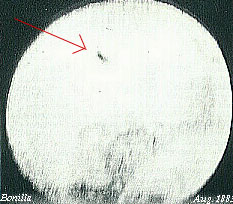
Một trong những bức ảnh của Bonilla từ vụ quan sát Bonilla

Ngày 12 tháng 8 năm 1883, Bonilla đang chuẩn bị kính viễn vọng để quan sát thì ông quan sát thấy nhiều vật thể đi qua phía trước Mặt Trời. Trong suốt một ngày rưỡi tiếp theo, Bonilla đã chụp 447 bức ảnh về các vật thể này bằng bảng ướt.
Những quan sát của Bonilla lần đầu tiên đến với công chúng vào năm 1886 khi những phát hiện của ông được trình bày chi tiết trong ấn bản ngày 1 tháng 1 năm 1886 của tạp chí thiên văn Pháp L'Astronomie. Bonilla trước đó đã gửi những phát hiện của mình cho người sáng lập, nhà vật lý người Pháp Camille Flammarion, dẫn đến việc chúng được xuất bản sau hơn hai năm giữ kín. Flammarion và những người khác nghi vấn về việc phát hành tác phẩm của ông, họ bác bỏ những phát hiện này chỉ là do chim, côn trùng hoặc bụi gây ra mà thôi.
Tháng 10 năm 2011, các nhà nghiên cứu từ Đại học Tự trị Quốc gia México đã xuất bản một bài báo khoa học kết luận rằng vụ quan sát Bonilla thực sự là những mảnh vỡ của một sao chổi đã phát nổ và đi qua phía trước Mặt Trời.
Sự quan tâm đến vụ quan sát Bonilla đã được những người đam mê UFO khơi dậy trên Internet vì lần quan sát này là trường hợp đầu tiên về bức ảnh chưa được giải đáp về vật thể bay không xác định và là một bí ẩn phải mất 125 năm để giải quyết.

## Đời tư
Bonilla kết hôn với Aurelia Hierro Alcántara vào tháng 9 năm 1878. Họ có với nhau hai mặt con. José Bonilla qua đời năm 1920 tại Thành phố México.